# Scarabaeoidea
Ne doit pas être confondu avec Scarabaeidae.
Super-famille
Les Scarabéoïdes (Scarabaeoidea) sont une super-famille d'insectes coléoptères polyphages. C'est la seule de l'infra-ordre des Scarabeiformia.
Il existe de nombreuses espèces (estimées à plus de 30 000). Ce sont des coléoptères lamellicornes.

## Biologie

### Régime alimentaire
Certaines espèces sont frugivores, d'autres radicivores ou encore coprophages. Ces dernières, comme Copris lunaris ou Aphodius rufipes, sont généralement considérées comme utiles : elles participent à l'élimination des bouses et autres excréments. D'autres espèces sont phytophages et se nourrissent de végétaux. Pour cette raison, ces espèces sont plutôt considérées comme nuisibles, comme la larve du hanneton commun (Melolontha melolontha)

## Historique et dénomination
Cette super-famille a été décrite par l'entomologiste français Pierre-André Latreille en 1802 sous le nom de Scarabaeoidea.

### Taxinomie
Liste des familles  :
- Belohinidae Paulian 1959
- Bolboceratidae Laporte de Castelnau, 1840
- Ceratocanthidae White 1842
- Diphyllostomatidae Holloway 1972
- Geotrupidae Latreille, 1802
- Glaphyridae MacLeay, 1819
- Glaresidae Semenov-Tian-Shanskii & Medvedev 1932
- Hybosoridae Erichson, 1847
- Lucanidae Latreille 1804
- Ochodaeidae Mulsant & Rey 1871
- Passalidae Leach, 1815
- Pleocomidae LeConte 1861
- Scarabaeidae Latreille 1802
- Trogidae MacLeay 1819

Familles éteintes 
- † Lithoscarabaeidae Nikolajev, 1992
- † Paralucanidae Nikolajev, 2000

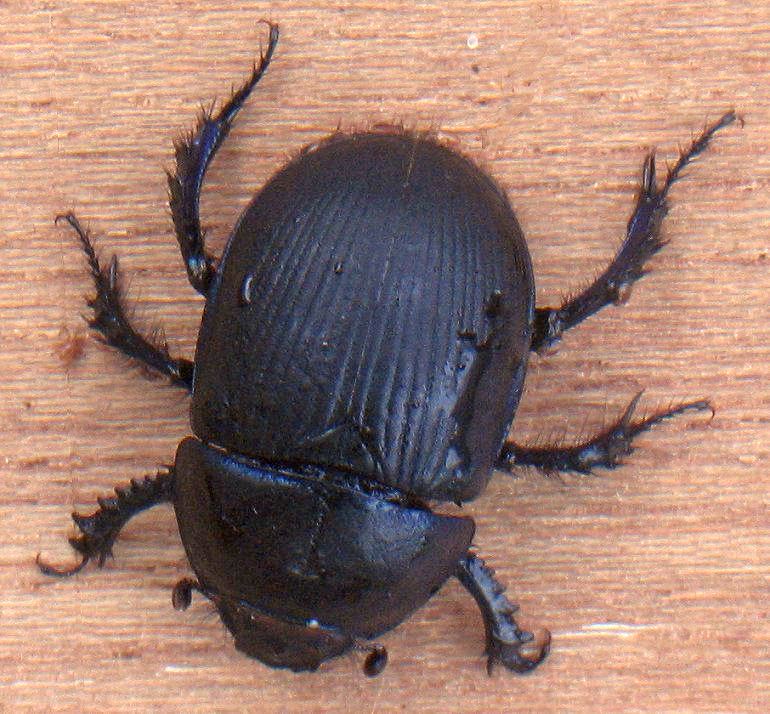
Geotrupidae - Geotrupes stercorarius
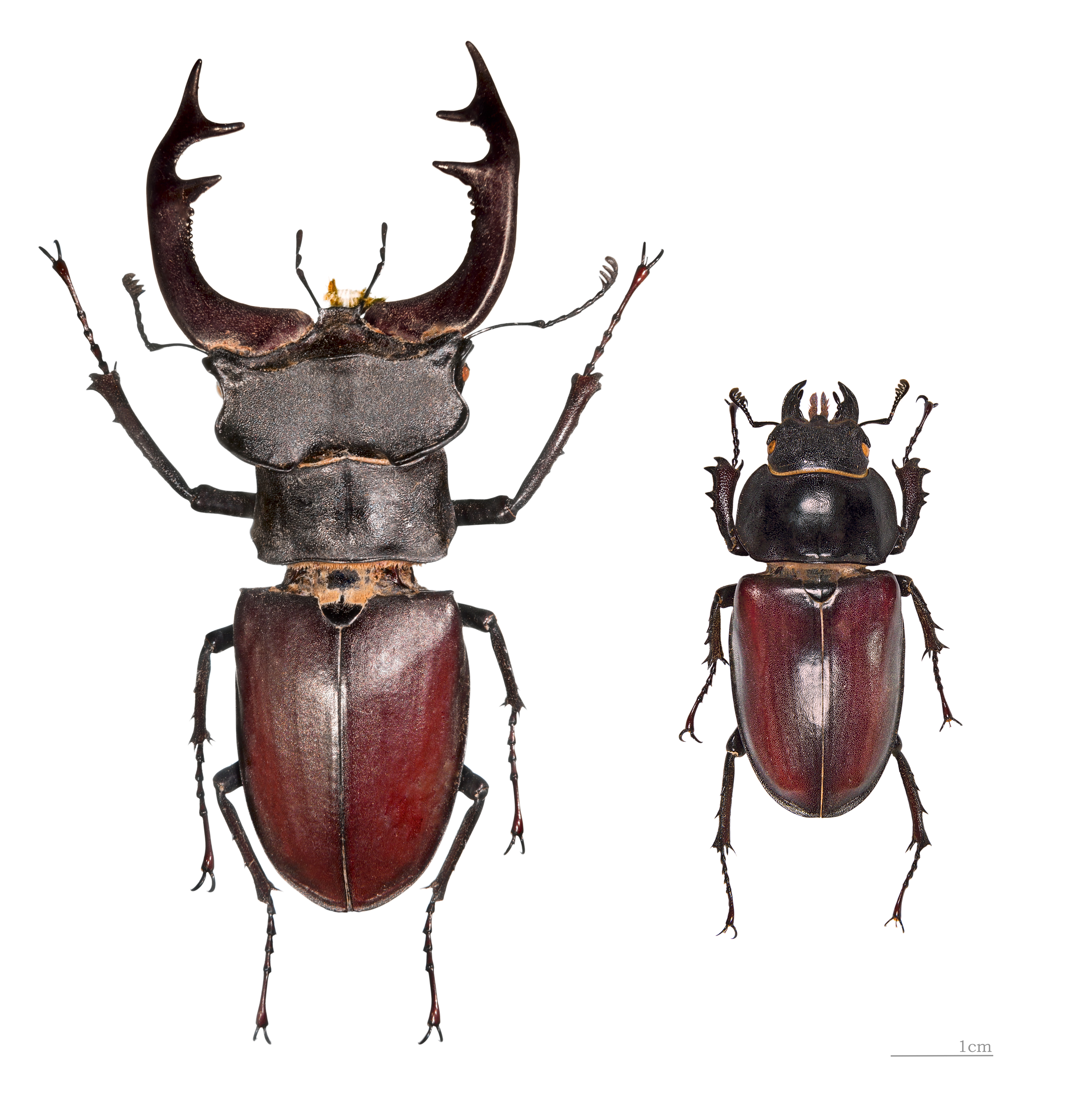
Lucanidae - Lucanus cervus
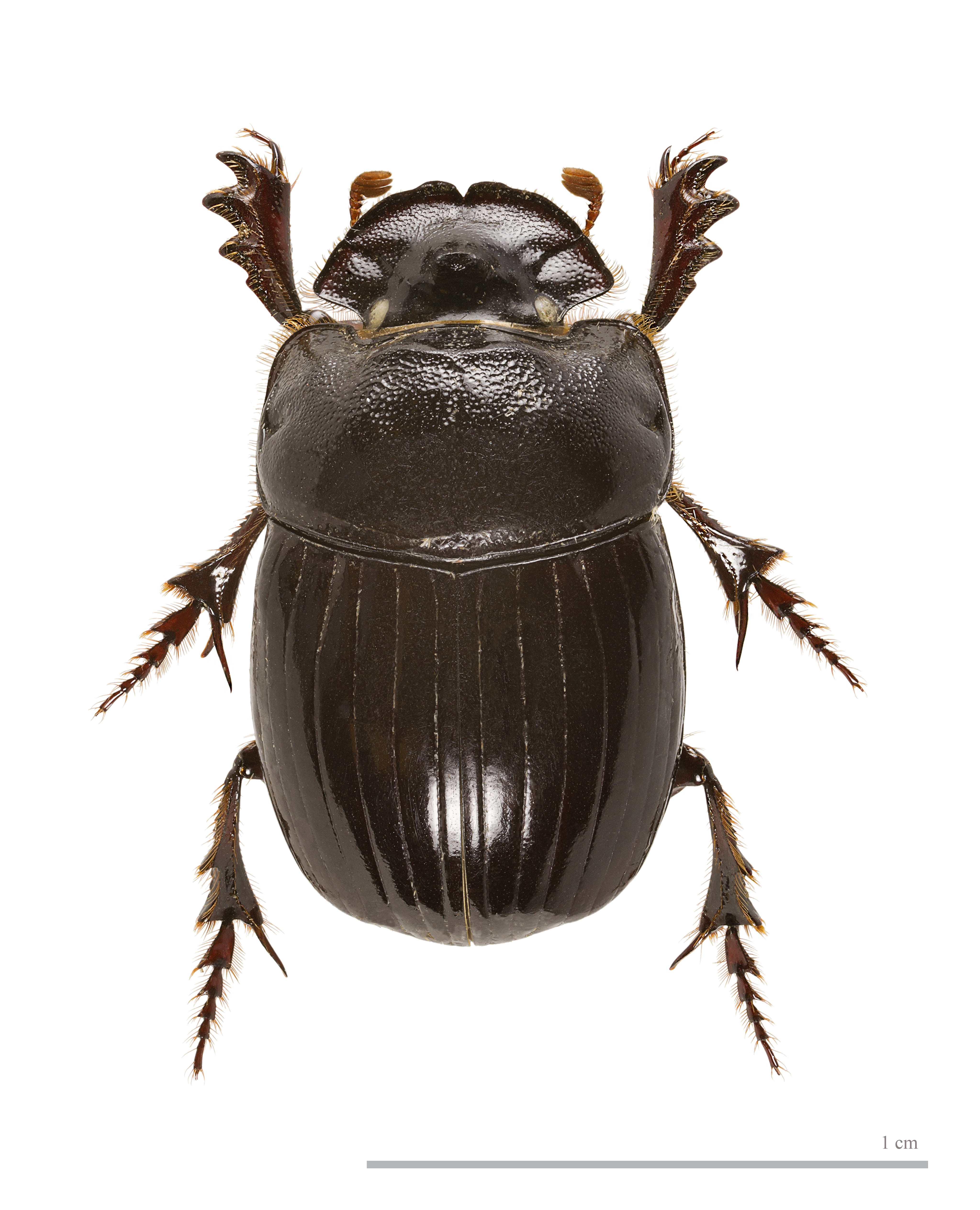
Scarabaeidae - Copris lunaris
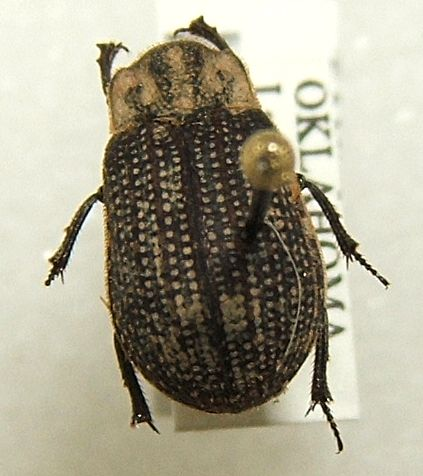
Trogidae - Trox unistriatus

### Quelques espèces européennes
- le Scarabée rhinocéros européen
- le Lucane cerf-volant
- la Cétoine dorée
- le Géotrupe du fumier